# Takuya Wakasugi
Takuya Wakasugi (若杉 拓哉 Wakasugi Takuya?, nacido el 24 de noviembre de 1993 en Kumamoto) es un exfutbolista japonés. Jugaba de delantero y su último club fue el Roasso Kumamoto de Japón.

## Trayectoria

### Clubes
| Club            | País  | Año  |
| --------------- | ----- | ---- |
| LB-BRB Tokyo    | Japón | 2016 |
| Roasso Kumamoto | Japón | 2016 |

## Estadística de carrera

### J. League
| Club            | Año   | J. League | J. League | Copa J. League | Copa J. League | Total | Total |
| Club            | Año   | Part.     | Goles     | Part.          | Goles          | Part. | Goles |
| --------------- | ----- | --------- | --------- | -------------- | -------------- | ----- | ----- |
| Roasso Kumamoto | 2016  | 7         | 0         | -              | -              | 7     | 0     |
| Total           | Total | 7         | 0         | 0              | 0              | 7     | 0     |